# Шмарета при Целю
Шмарета при Целю (на словенски: Šmarjeta pri Celju) е село в Словения, Савински регион, община Целе. Според Националната статистическа служба на Република Словения през 2015 г. селото има 221 жители.